# Eimeria nishin
Eimeria nishin is een soort in de taxonomische indeling van de Myzozoa, een stam van microscopische parasitaire dieren. Het organisme komt uit het geslacht Eimeria en behoort tot de familie Eimeriidae. Eimeria nishin werd in 1934 ontdekt door Fujita.